# Pseudostixis griseostictica
Pseudostixis griseostictica är en skalbaggsart som beskrevs av Stefan von Breuning 1936. Pseudostixis griseostictica ingår i släktet Pseudostixis och familjen långhorningar.
Artens utbredningsområde är:
- Benin.
- Ghana.

Inga underarter finns listade i Catalogue of Life.